# Владимир Стоянов (писател)
Вижте пояснителната страница за други личности с името Владимир Стоянов.
Владимир Стоянов е български поет, писател и композитор.

## Биография и творчество
Владимир Стоянов Стоянов е роден на 11 октомври 1959 г. в град Варна. Завършва българска филология. Член е на Съюза на българските писатели, на Градския съюз на писателите в Санкт-Петербург и на Московската градска организация към Съюза на писателите в Русия, вице-президент на Международната асоциация „Искусство народов мира“. Работи като преподавател по български език и литература в родния си град (1991 – 2006 г.). като главен експерт в дирекция „Култура и духовно развитие“ в Община Варна (2006 – 2012 г.). Той е един от основателите, организаторите и участниците на Салоните на изкуствата в гр. Варна, на редица международни проекти, фестивали,  писателски семинари с участието на литературния институт „Максим Горки“. От 2012 г. е културен координатор  и ръководител на Славянския културен център в СОК „Камчия“.   Автор е на поетически, литературоведчески книги и монографии, на компактдискове с авторски песни и музика, преводач и съставител на билингвистични поетически сборници, представящи за първи път на български език такива явления в областта на руската и световната поезия като Варлам Шаламов, Владимир Набоков, йеромонах Роман и др. Негови творби (стихове, литературна критика и история, авторски песни, преводи) са публикувани в редица национални, руски, украински, естонски и полски вестници, списания, антологии, алманаси и сайтове като: „Съвременник“, „Пламък“, „Везни“, „Света гора“, „Език и литература“, „Български език и литература“, „Простори“, „Море“, „КИЛ“, „Словото днес“, „Литературен свят“, „Литернет“, „Литературная газета“, „Юность“, „Меценат и мир“, „КольцоА“, „Литературная учеба“, „Невский альманах“, „Зеленоградская палитра“,  „Таллин“, „Всемирная литература“, Под небом единым“... Други са излъчвани в емисиите на радио- и телевизионни центрове в страната и чужбина. Някои са превеждани на руски, украински, полски, китайски и испански език.   Носител е на Годишната награда на СБП за литературна критика и история за 2006 г., на наградата Георги Братанов за поезия /2009 г./, на наградата „Варна“ за превод /2011 г./. Лауреат е на VІ Артиада на изкуствата в Русия /Москва, 2001 г./, на литературната премия „Инокентий Анненский“, Санкт-Петербурт, 2012 г. – за принос към художествения превод на руска поезия, на международния музикален фестивал „Море и спомени“ /2011 г./, както и на редица национални и международни конкурси за поезия, авторска песен, литературна критика, преводи. През  2014 г. е удостоен със званието „заслужил деятел на изкуствата“ на международната асоциация „Искусство народов мира“, а от 15 февруари 2015 г. е член кореспондент на Академията на Руската словесност в Москва.